# Химчистка
Химическая чистка, профессиональная сухая чистка — химический процесс очистки изделий из текстильных материалов с использованием органических растворителей. Основное назначение химической чистки — удаление грязи и пятен, которые не поддаются очистке при обычной стирке.

## История
3 марта 1821 года Томас Дженнингс (англ.) получил первый патент на «сухую чистку» — изобретённый им способ очищения тканей, который был предшественником химчистки. Первую коммерческую химчистку, использовавшую для чистки скипидар открыл Джолли Белин в 1825 году в Париже.
Современный процесс очистки одежды от загрязнений при помощи неводных растворителей известен с 1855 года, когда владелец покрасочной Жан Батист Жолли предложил использовать для этого нефтепродукты. Он заметил, что скатерть в его доме стала более чистой, после того как горничная пролила на неё керосин. Жолли открыл самую первую химчистку, в которой очищал одежду керосином.
Вначале для химчистки использовались нефтепродукты типа бензина и керосина. Их лёгкая воспламеняемость приводила к частым пожарам и взрывам. Проблемы пожароопасности заставили Уильяма Джозефа Стоддарда, специалиста по химической чистке из города Атланты (США), изобрести специальный растворитель (растворитель Стоддарда), ныне известный под названием уайт-спирит. Его огнеопасность была значительно меньше, чем у бензина и керосина.
После Первой мировой войны начали использовать различные хлорированные растворители — они менее огнеопасны, чем нефтепродукты, и лучше удаляют загрязнения.
К середине 1930-х в химической чистке начали использовать тетрахлорэтилен (перхлорэтилен) как стандарт идеального растворителя — он устойчив, не горюч и превосходно удаляет загрязнения, практически не нанося ущерб одежде.

## Процесс очистки одежды

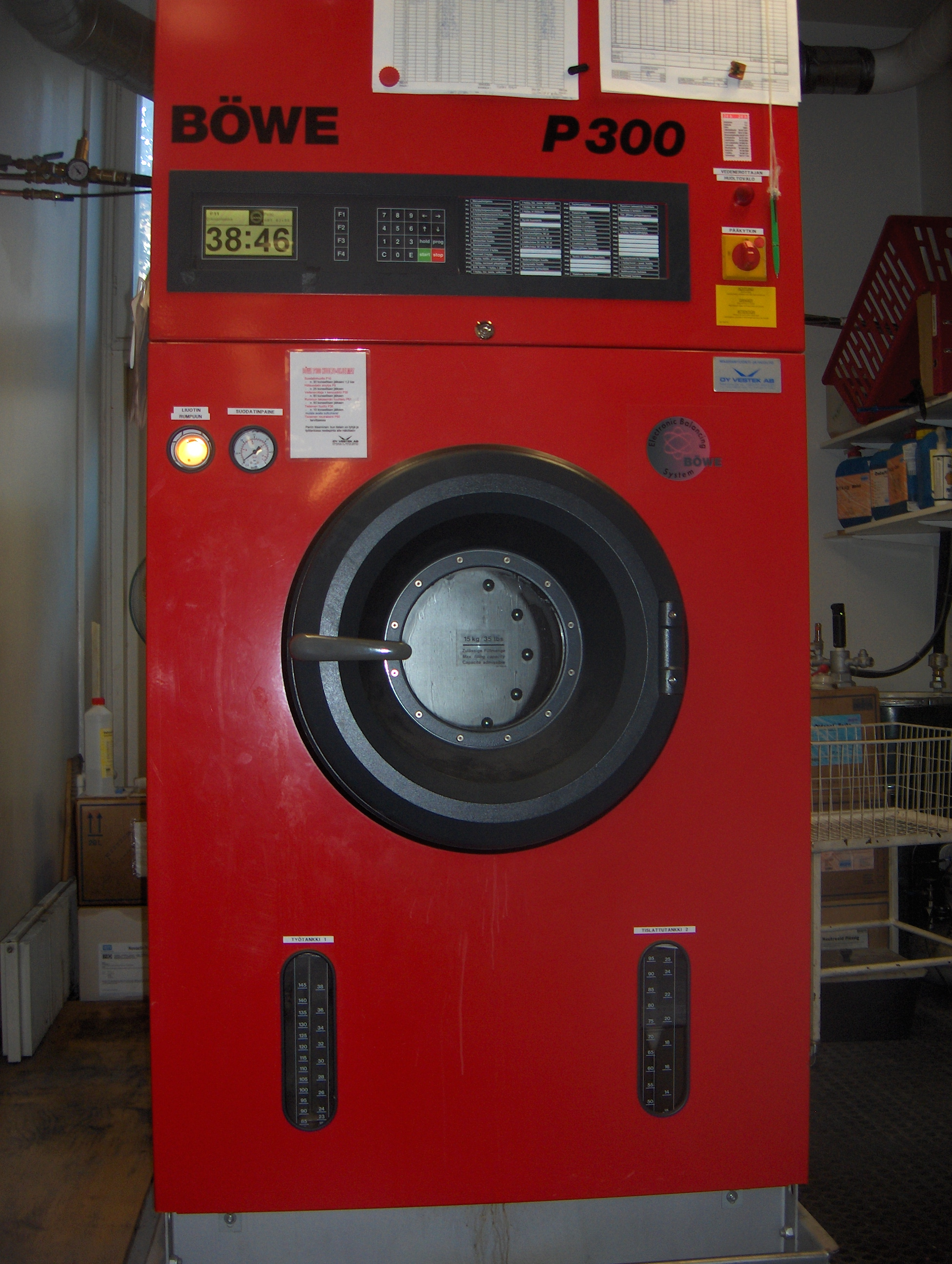
Современная машина химической чистки

Машина химической чистки напоминает по своим действиям комбинированную стиральную машину с сушилкой одежды. Вещи помещаются в камеру очистки (называемую корзиной или барабаном). Это — центр машины для химической чистки. В моечном отделении находится вращающийся горизонтальный перфорированный барабан. В отсек машины заливается химическая жидкость, в то время как вращающийся барабан держит очищаемые предметы.

## Символы химчистки на ярлыках текстильных изделий
На ярлыках текстильных изделий указываются символы, регламентирующие правила их обработки. Для химчистки это знак в виде круга с какой-либо буквой (кроме «W» для аква-чистки), либо зачёркнутый круг, означающий запрет химчистки.
Буквы на символах означают (англ.):
- «P» — Perchloroethylene, перхлорэтилен (тетрахлорэтилен).
- «F» — Flammable, легковоспламеняющийся.
- «A» — Any, любой.

Одна горизонтальная черта внизу символа означает щадящие условия химчистки. Используется ограничение механического воздействия.

| Сухая профессиональная чистка (химчистка) | Сухая профессиональная чистка (химчистка) |
| ----------------------------------------- | --- |
|                                           | Обычная сухая чистка с использованием тетрахлорэтилена и всех растворителей, перечисленных для символа «F»                                                                                         |
|                                           | Щадящая сухая чистка для символа «P» |
|                                           | Обычная сухая чистка с использованием углеводородов, температура кипения (дистилляции, перегонки) которых составляет 150—210 °C, а температура воспламенения — 38—60 °C (например, тяжёлый бензин) |
|                                           | Щадящая сухая чистка для символа «F» |
|                                           | Сухая чистка запрещена |
|                                           | Сухая чистка допускается любыми растворителями. Символ упразднён |

## Стадии технологического процесса химической чистки
Можно выделить пять основных стадий — прием изделий, сортировку поступивших изделий, предварительную пятновыводку (зачистку), чистку в машине (включающую отжим и сушку) и отделочные операции, предусматривающие последующую пятновыводку, глажение и упаковку. Для изделий из кожи и замши отделочные операции могут включать также жирование, тонирование и нанесение (восстановление) пленочных покрытий.

### Прием изделий
Прием одна из важнейших стадий технологического процесса, на котором определяется вид изделия, его дефекты и загрязнения, технология обработки, а также заключается договор с потребителем.

### Сортировка изделий
Она заключается в комплектации партий для их загрузки в машину химической чистки. Осуществляется сортировка в зависимости от состава материала, цвета поступивших изделий и степени их загрязнения: в силу своих физико-химических особенностей каждый материал ведет себя в машине химчистки по-разному, а сортировка по цвету необходима во избежание миграции красителей с одного изделия на другое.

### Предварительная пятновыводка (зачистка)
Эта стадия преследует цель обработать наиболее загрязненные участки изделий (с тем, чтобы увеличить качество химической чистки) и вывести те пятна, которые в машине химчистки под действием растворителя и тепла могут окончательно зафиксироваться на изделии с полной невозможностью их последующего удаления. Для выведения пятен на этой операции используют моющие средства в комбинации с растворителями. Осуществляют зачистку на специальных пятновыводных столах с локальным освещением, имеющих рабочую поверхность с вытяжкой и пистолеты для подачи сжатого воздуха и пара — таким образом, чтобы мощный воздушный поток в комбинации с водой, моющими средствами и растворителем удалил пятно.

### Химическая чистка в машине

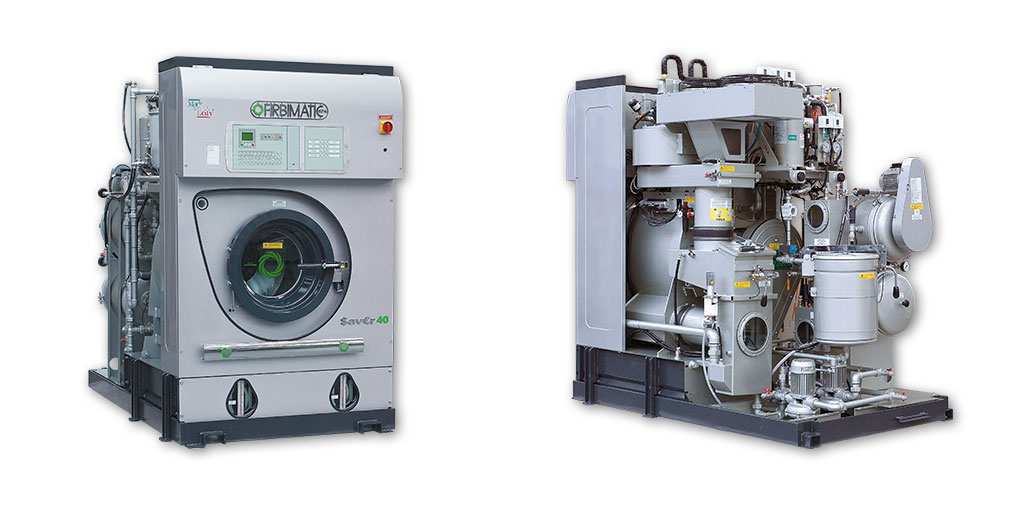
Машина для химчистки Firbimatic серии Saver

Она использует возможность растворителей вытягивать содержащиеся в волокнах загрязнения и растворять их. Все используемые сегодня машины химической чистки работают на замкнутом цикле. Перхлорэтилен, отработавший в баке и впитавший в себя загрязнения из изделий, через фильтры (где задерживаются крупные частицы загрязнений) отправляется в дистиллятор на дистилляцию.
Для большей безопасности персонала предприятия и их клиентов все современные машины химчистки снабжены специальным устройством — адсорбером (известны также коммерческие названия «консорба» и «слимсорба»). Эти устройства впитывают образующиеся при сушке пары растворителя, обеспечивая тем самым их полное удаление из изделий и из барабана химической чистки. Таким образом, современная технология химической чистки имеет высокую степень экологичности и безопасна для здоровья сотрудников предприятия химчистки и их клиентов.
Сушка изделий производится в машине после чистки при температуре от 25 до 50 градусов в зависимости от ассортимента изделий.

### Отделочные операции
Основной отделочной операцией выступает глажение — с использованием гладильных столов, прессов и манекенов. Глажение на вытяжном гладильном столе осуществляется с помощью утюгов с подачей пара, производимого встроенным парогенератором или централью цеха химической чистки. Также проводится окончательная пятновыводка, если остались пятна. Если пятна вручную неустранимые, то изделие отправляется на повторную химчистку. Если после повторной химчистки пятно не исчезло, то об этом делается запись в приемной квитанции и изделие поступает на влажно-тепловую обработку и дальнейшую упаковку и выдачу заказа.

## Используемые растворители
- Тетрахлорэтилен (перхлорэтилен)
- Углеводороды
- Трихлорэтилен
- Сверхкритический диоксид углерода (англ.)
- Уайт-спирит
- 1,1,2-Трифтор-1,2,2-трихлорэтан
- Декаметилциклопентасилоксан (англ.), кратко «D5» — кремнийорганическая жидкость, жидкий силикон.
- Дибутиоксиметан (SolvonK4)[6]
- Броморганические соединения (n-propyl bromide, Fabrisolv, DrySolv)